# Ekmek kadayıfı
Ekmek kadayıfı è un dessert composto da sfoglie di pasta imbevute nello sciroppo di zucchero tipico della cucina turca e di quelle dei paesi dell'ex-impero ottomano. Esso venne sviluppato nelle cucine del palazzo ottomano di Topkapı. Nonostante il suo nome, non ha nulla a che fare con il Kadaif, un altro dessert. Nell'antichità esso veniva chiamato Saray ekmeği o Pane del Palazzo.

## Consumo e tradizioni

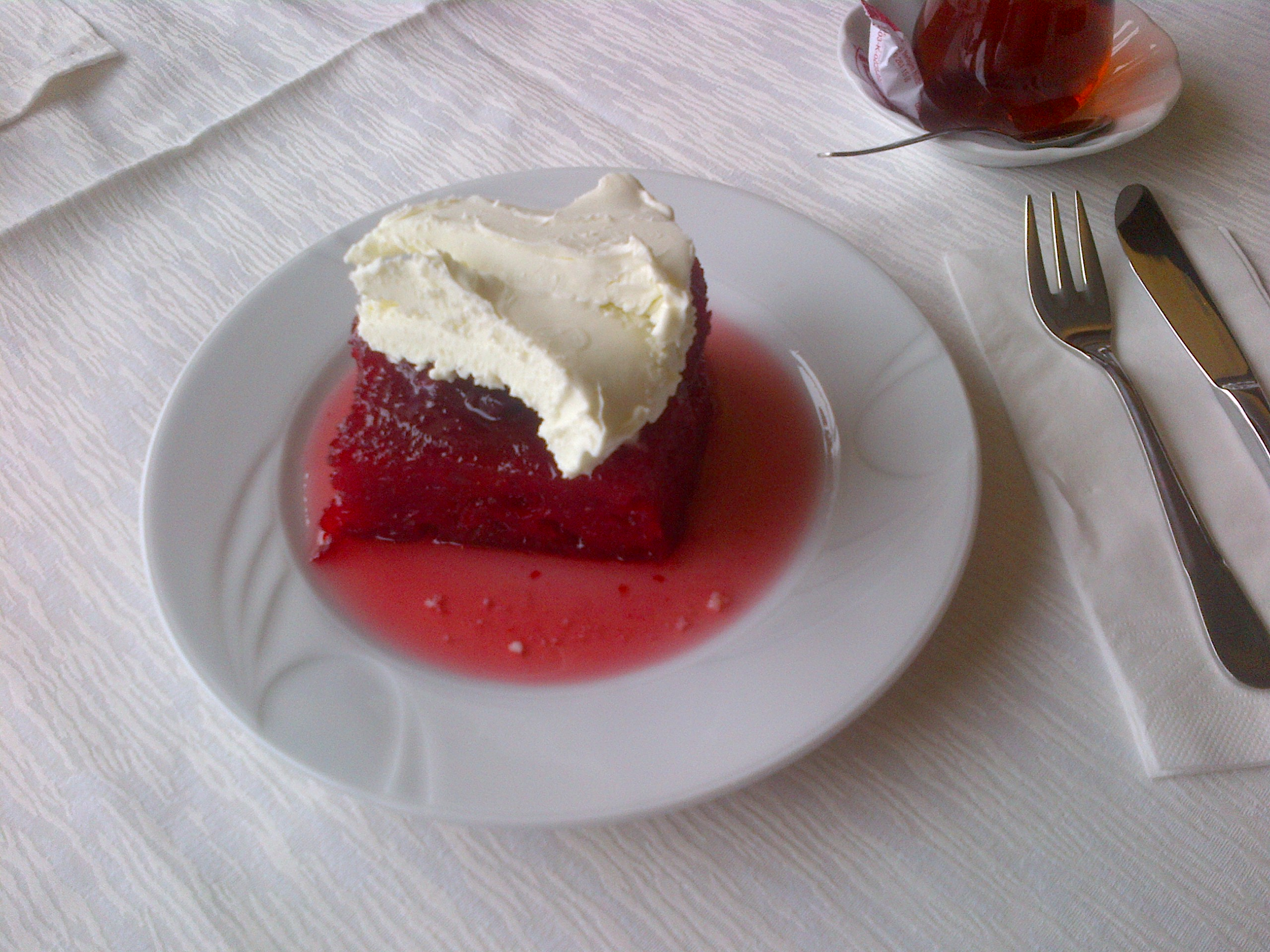
Ekmek kadayıfı allo sciroppo di ciliegie con uvetta e ciliegie, della moderna cucina turca, con kaymak

Questi dessert vengono quasi sempre consumati con il kaymak. Di recente, gli chef turchi hanno di introdotto novità con questi dolci tradizionali e invece dello sciroppo di zucchero, è stato introdotto l'uso degli sciroppi di frutta, incluso quello di ciliegie.